# Boschniakia strobilacea
Boschniakia strobilacea är en snyltrotsväxtart som beskrevs av Asa Gray. Boschniakia strobilacea ingår i släktet Boschniakia och familjen snyltrotsväxter. Inga underarter finns listade i Catalogue of Life.

## Bildgalleri

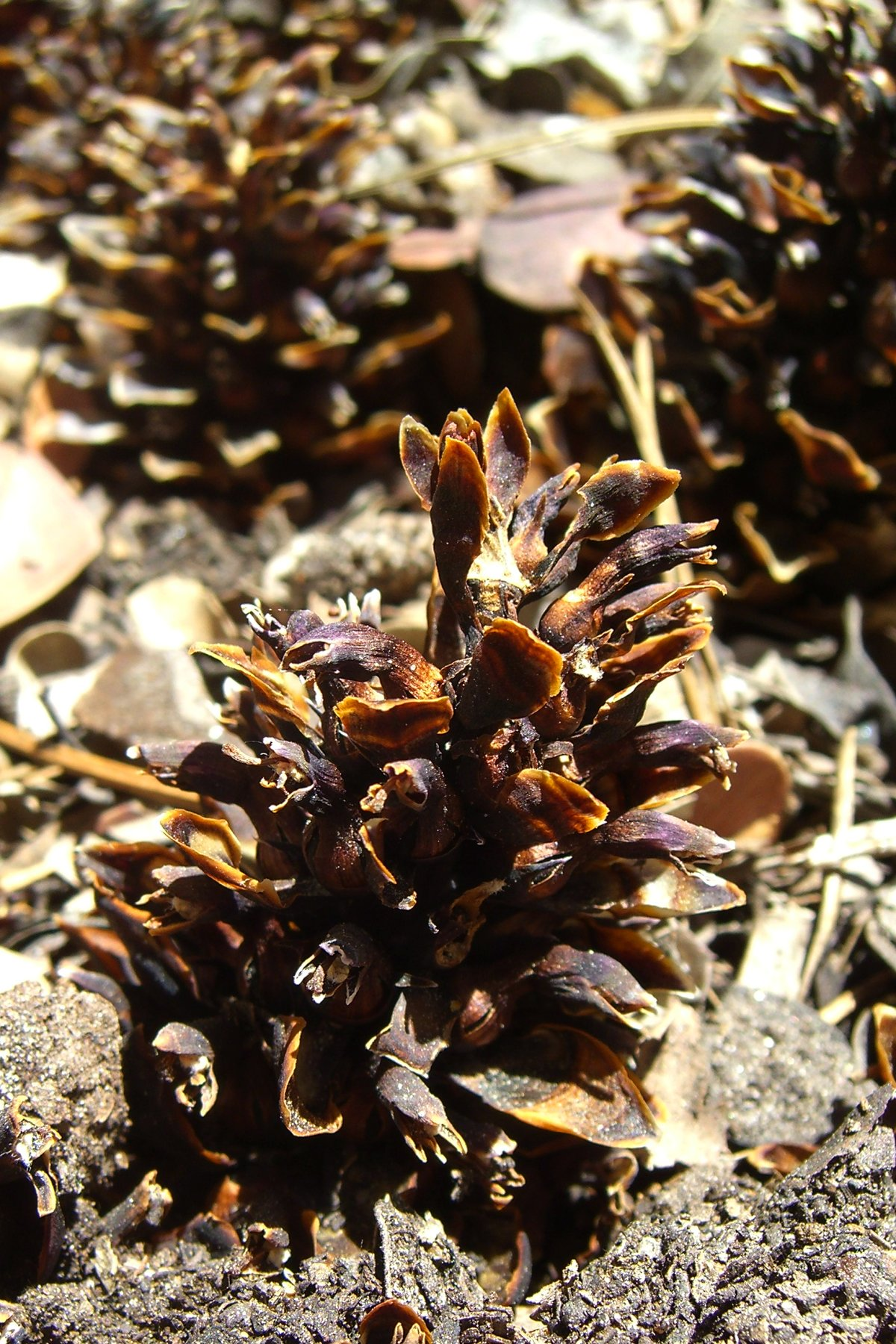
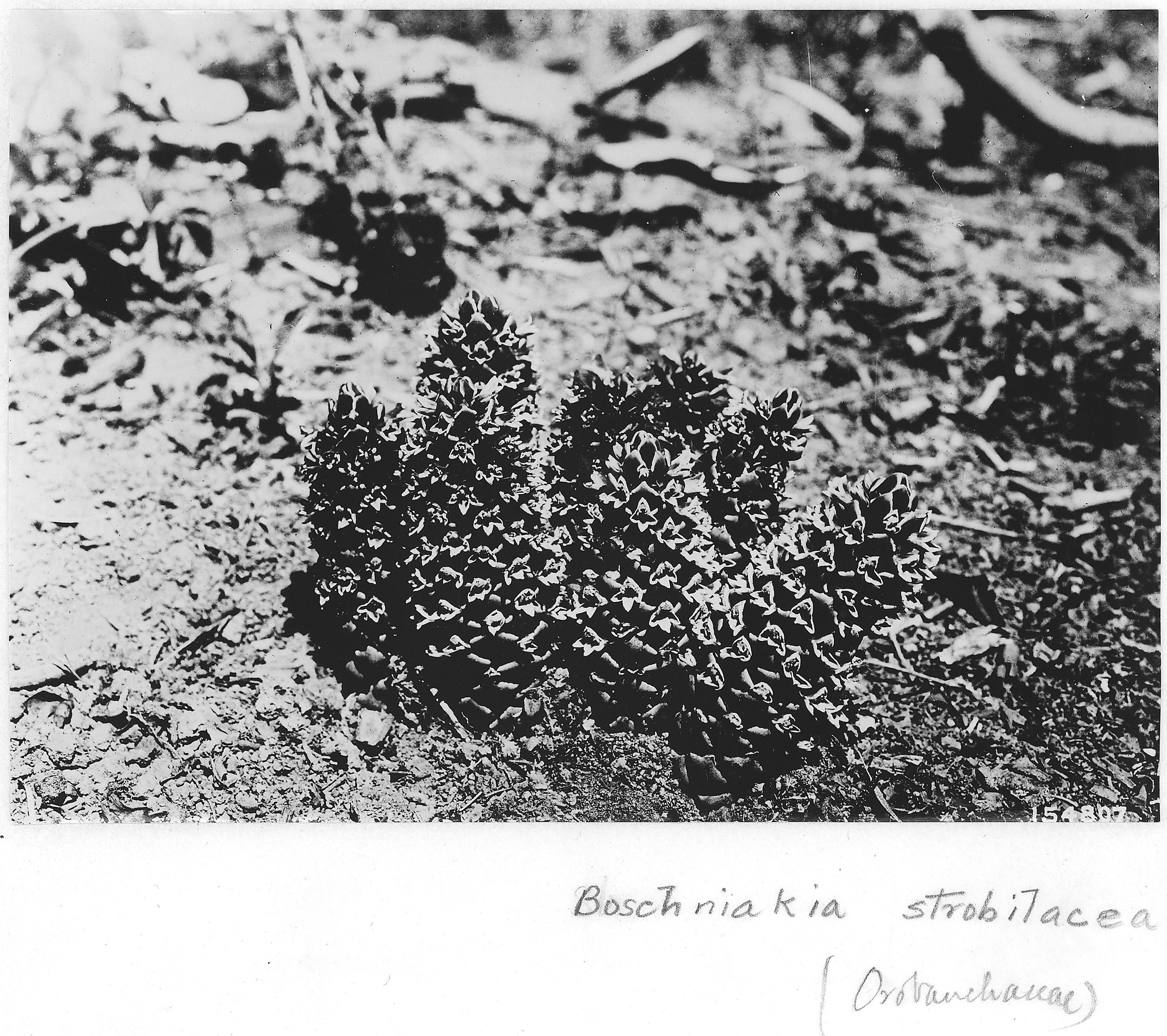